# Shangma (socken i Kina, Shanxi)
Shangma (kinesiska: 上马, 上马乡) är en socken i Kina. Den ligger i provinsen Shanxi, i den norra delen av landet, omkring 150 kilometer söder om provinshuvudstaden Taiyuan. Antalet invånare är 7 326. Befolkningen består av 3 479 kvinnor och 3 847 män. Barn under 15 år utgör 16,0 %, vuxna 15-64 år 73 %, och äldre över 65 år 9,0 %.
Genomsnittlig årsnederbörd är 705 millimeter. Den regnigaste månaden är juli, med i genomsnitt 243 mm nederbörd, och den torraste är december, med 4 mm nederbörd.